# UFC on ESPN: dos Anjos vs. Edwards
UFC on ESPN: dos Anjos vs. Edwards (eller UFC on ESPN 4) var en MMA-gala som arrangerades av UFC och ägde rum 20 juli 2019 i San Antonio, TX,  USA.

## Bakgrund
Huvudmatchen stod mellan före detta lättviktsmästaren Rafael dos Anjos och Leon Edwards. Galan var den andra UFC anordnat i San Antonio. Den första var UFC Fight Night 44 som gick av stapeln i juni 2014.

## Skador/Ändringar
Oleksij Olejnik skulle ha mött Walt Harris den 4 Maj 2019 vid UFC Fight Night 151. Olejnik flyttades dock till UFC Fight Night 149 för att där möta Alistair Overeem när Overeems motståndare Alexander Volkov var tvungen att dra sig ur. Matchen mellan Olejnik och Harris har istället bokats till den här galan.

## Bonusar
Följande MMA-utövare fick 50 000 USD bonusar:
- Fight of the Night: Mario Bautista vs. Jin Soo Son
- Performance of the Night: Walt Harris och Dan Hooker